# Stilijan Petrov
Stilijan Aljoshev Petrov (Bulgaars: Стилиян Альошев Петров) (Montana, 5 juli 1979) is een voetballer uit Bulgarije die bij voorkeur als middenvelder speelt. Hij speelde voor achtereenvolgens CSKA Sofia, Celtic en Aston Villa.
Petrov werd eind maart 2012 geconfronteerd met de diagnose acute leukemie. Daarop berichtte verschillende media dat hij stopte met voetballen. Zijn manager ontkrachtte dit. Petrov kondigde vervolgens op 9 mei 2013 alsnog zijn afscheid als profvoetballer aan en wilde zich met een nieuw op te zetten foundation gaan richten op de bestrijding van leukemie. Hij ging medio 2014 op lager amateurniveau spelen in een veteranenteam van Wychall Wanderers FC in Birmingham. Begin 2015 werd hij genezen verklaard.
Petrov keerde begin 2016 terug bij Aston Villa en trainde enkele maanden mee met het team tot 21 jaar. De club maakte in juni 2016 bekend dat hij in de voorbereiding op het seizoen 2016/17 weer mee zou gaan trainen met de selectie van het eerste elftal.
Petrov heeft de UEFA-managmentopleiding Executive Master for International Players (MIP) gedaan.

## Statistieken
| Seizoen | Club        | Land      | Competitie              | Wed. | Goals |
| ------- | ----------- | --------- | ----------------------- | ---- | ----- |
| 1997/98 | CSKA Sofia  | Bulgarije | Grupa A                 | 10   | 0     |
| 1998/99 | CSKA Sofia  | Bulgarije | Grupa A                 | 28   | 3     |
| 1999/00 | Celtic      | Schotland | Scottish Premier League | 26   | 1     |
| 2000/01 | Celtic      | Schotland | Scottish Premier League | 28   | 7     |
| 2001/02 | Celtic      | Schotland | Scottish Premier League | 28   | 6     |
| 2002/03 | Celtic      | Schotland | Scottish Premier League | 34   | 12    |
| 2003/04 | Celtic      | Schotland | Scottish Premier League | 35   | 6     |
| 2004/05 | Celtic      | Schotland | Scottish Premier League | 37   | 11    |
| 2005/06 | Celtic      | Schotland | Scottish Premier League | 37   | 10    |
| 2006/07 | Celtic      | Schotland | Scottish Premier League | 3    | 2     |
| 2006/07 | Aston Villa | Engeland  | Premier League          | 30   | 2     |
| 2007/08 | Aston Villa | Engeland  | Premier League          | 28   | 1     |
| 2008/09 | Aston Villa | Engeland  | Premier League          | 36   | 1     |
| 2009/10 | Aston Villa | Engeland  | Premier League          | 37   | 0     |
| 2010/11 | Aston Villa | Engeland  | Premier League          | 27   | 1     |
| 2011/12 | Aston Villa | Engeland  | Premier League          | 28   | 4     |
| 2012/13 | Aston Villa | Engeland  | Premier League          | 0    | 0     |
| Totaal  | Totaal      | Totaal    | Totaal                  | 360  | 65    |

## Erelijst
| Competitie                       |            |                                    |            |            |
| Competitie                       | Aantal     | Jaren                              |            |            |
| CSKA Sofia                       | CSKA Sofia | CSKA Sofia                         | CSKA Sofia | CSKA Sofia |
| -------------------------------- | ---------- | ---------------------------------- | ---------- | ---------- |
| Kampioen Bulgarije               | 1x         | 1996/97                            |            |            |
| Beker van Bulgarije              | 2x         | 1996/97, 1998/99                   |            |            |
| Celtic                           |            |                                    |            |            |
| Kampioen Scottish Premier League | 4x         | 2000/01, 2001/02, 2003/04. 2005/06 |            |            |
| Scottish Cup                     | 3x         | 2000/01, 2003/04, 2004/05          |            |            |
| Scottish League Cup              | 3x         | 1999/00. 2000/01, 2005/06          |            |            |